# Gonocyte
Un gonocyte est une cellule de la lignée germinale mâle ou femelle des animaux, déjà différente selon le sexe, mais n'ayant pas encore subi les deux divisions cellulaires constituant la méiose.